# Mouschenzsee
Der Mouschenzsee ist ein kleiner Waldsee in Osten von Müllrose im Brandenburger Naturpark Schlaubetal.
Der Name wird auch Muschenzsee geschrieben, man hört umgangssprachlich ebenso Muschelsee.
Möglicherweise geht die Bezeichnung auf den niedersorbischen Wortstamm von mušnica bzw. mušeṅc „mucha“ = Fliege zurück. So findet sich 1758 der Name Muschenzsee und 1780 der Name Muschentzer See, also ein See, an dem es vermutlich viele Fliegen oder Mücken gab.

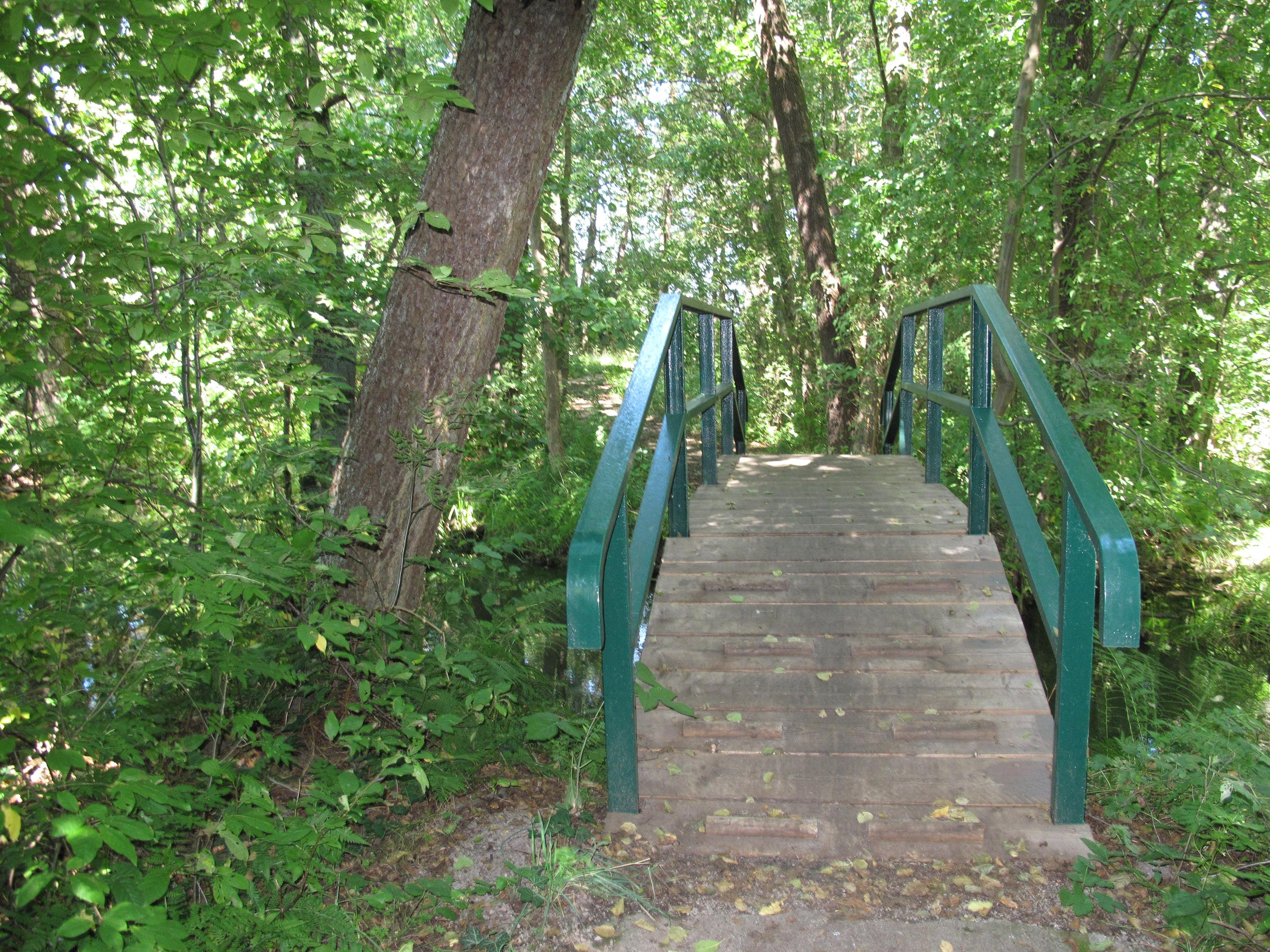
Brücke über den Abflussgraben zum Großen Müllroser See

Der See wird in seinem Aussehen von der Binsenschneide geprägt, die in der Verlandungszone reichlich wächst. Das West- und Nordufer ist überwiegend sumpfiges Gelände und nährstoffarmes Moor. Teile des Ufers sind von dichtem Erlen-Bruchwald gesäumt. Im Wasser finden sich in Ufernähe versunkene Bäume und Baumstümpfe, dadurch wirkt der See völlig unberührt.
Zwischen dem Mouschenzsee und dem westlich von ihm gelegenen Großen Müllroser See gibt es einen Verbindungsgraben, über den eine kleine Brücke für Wanderer führt. Das Wasser fließt in Richtung Großer Müllroser See über diesen ab.

## Fischerei
Angler erreichen den See mit dem Auto, es wurde ein Parkplatz angelegt. Das Angeln ist unter besonderer Berücksichtigung der Schutzbestimmungen des Naturparks Schlaubetal gestattet. Dazu können Angelkarten erworben werden, auch Nachtangeln wird gestattet, ebenfalls unmotorisierte Schlauchboote.
Der See bietet Bestände von Aal, Barsch, Brassen, Hecht, Karpfen, Rotauge, Schlei, Wels und Zander. Es kommen Fische in kapitaler Größe vor.